# Гарбор-Мейн-Чепелс-Коув-Лейкв'ю
Гарбор-Мейн-Чепелс-Коув-Лейкв'ю (англ. Harbour Main-Chapel's Cove-Lakeview) — містечко в Канаді, у провінції Ньюфаундленд і Лабрадор.

## Населення
За даними перепису 2016 року, містечко нараховувало 1067 осіб, показавши скорочення на 1,5%, порівняно з 2011-м роком. Середня густина населення становила 50,6 осіб/км².
З офіційних мов обидвома одночасно володіли 25 жителів, тільки англійською — 1 040.
Працездатне населення становило 58,6% усього населення, рівень безробіття — 18,3% (23,3% серед чоловіків та 10,2% серед жінок). 93,6% осіб були найманими працівниками, а 3,7% — самозайнятими.
Середній дохід на особу становив $55 074 (медіана $37 248), при цьому для чоловіків — $77 644, а для жінок $32 626 (медіани — $57 408 та $26 592 відповідно).
19,5% мешканців мали закінчену шкільну освіту, не мали закінченої шкільної освіти — 14,6%, 66,5% мали післяшкільну освіту, з яких 15,4% мали диплом бакалавра, або вищий.
| Статево-вікова структура населення | Статево-вікова структура населення | Статево-вікова структура населення | Статево-вікова структура населення | Статево-вікова структура населення |
| ---------------------------------- | ---------------------------------- | ---------------------------------- | ---------------------------------- | ---------------------------------- |
|                                    |                                    |                                    |                                    |                                    |
| Всього                             | Всього                             | 49,1%50,9%                         |                                    |                                    |
| 0 — 14 років                       | 0 — 14 років                       |                                    | 14,5%                              | 14,5%                              |
| 15 — 64 років                      | 15 — 64 років                      |                                    | 65,9%                              | 65,9%                              |
| 65 і більше                        | 65 і більше                        |                                    | 19,6%                              | 19,6%                              |
| 85 і більше                        | 85 і більше                        |                                    | 2,3%                               | 2,3%                               |
| Середній вік (років)               | Середній вік (років)               | 44,946,2                           | 45,6                               | 45,6                               |
| Медіана (років)                    | Медіана (років)                    | 48,750,1                           | 49,9                               | 49,9                               |
| — чоловіки — жінки                 |                                    |                                    |                                    |                                    |

| Походження мешканців:     | Походження мешканців:     | Походження мешканців: | Походження мешканців: | Походження мешканців: |
| ------------------------- | ------------------------- | --------------------- | --------------------- | --------------------- |
| Походження                |                           |                       | осіб                  | %                     |
| Корінні американці        | Корінні американці        |                       | 10                    | 0.94%                 |
| Інше північноамериканське | Інше північноамериканське |                       | 675                   | 63.38%                |
| Європейське               | Європейське               |                       | 565                   | 53.05%                |
| британське                | британське                |                       | 550                   | 51.64%                |
| французьке                | французьке                |                       | 25                    | 2.35%                 |
| Азійське                  | Азійське                  |                       | 10                    | 0.94%                 |

| Зайнятість населення за галузями (за класифікацією NOC): | Зайнятість населення за галузями (за класифікацією NOC): | Зайнятість населення за галузями (за класифікацією NOC): | Зайнятість населення за галузями (за класифікацією NOC): | Зайнятість населення за галузями (за класифікацією NOC): |
| -------------------------------------------------------- | -------------------------------------------------------- | -------------------------------------------------------- | -------------------------------------------------------- | -------------------------------------------------------- |
|                                                          |                                                          |                                                          |                                                          |                                                          |
| Управління                                               | Управління                                               |                                                          | 6,6%                                                     | 6,6%                                                     |
| Бізнес, фінанси та адміністрування                       | Бізнес, фінанси та адміністрування                       |                                                          | 16%                                                      | 16%                                                      |
| Природничі та прикладні науки                            | Природничі та прикладні науки                            |                                                          | 4,7%                                                     | 4,7%                                                     |
| Охорона здоров'я                                         | Охорона здоров'я                                         |                                                          | 8,5%                                                     | 8,5%                                                     |
| Освіта, правозахист, муніципальні та урядові служби      | Освіта, правозахист, муніципальні та урядові служби      |                                                          | 12,3%                                                    | 12,3%                                                    |
| Мистецтво, культура, відпочинок та спорт                 | Мистецтво, культура, відпочинок та спорт                 |                                                          | 1,9%                                                     | 1,9%                                                     |
| Роздрібна торгівля та послуги                            | Роздрібна торгівля та послуги                            |                                                          | 11,3%                                                    | 11,3%                                                    |
| Гуртова торгівля, транспорт та обладнання                | Гуртова торгівля, транспорт та обладнання                |                                                          | 37,7%                                                    | 37,7%                                                    |
| Виробництво                                              | Виробництво                                              |                                                          | 1,9%                                                     | 1,9%                                                     |

## Клімат
Середня річна температура становить 5,5°C, середня максимальна – 20,2°C, а середня мінімальна – -8,8°C. Середня річна кількість опадів – 1 303 мм.
| Клімат поселення                              | Клімат поселення | Клімат поселення | Клімат поселення | Клімат поселення | Клімат поселення | Клімат поселення | Клімат поселення | Клімат поселення | Клімат поселення | Клімат поселення | Клімат поселення | Клімат поселення | Клімат поселення |
| Показник                                      | Січ.             | Лют.             | Бер.             | Квіт.            | Трав.            | Черв.            | Лип.             | Серп.            | Вер.             | Жовт.            | Лист.            | Груд.            |                  |
| Середній максимум, °C                         | 1,00             | 0,23             | 2,77             | 7,04             | 11,05            | 15,16            | 18,59            | 20,20            | 15,71            | 11,17            | 6,97             | 2,61             |                  |
| Середня температура, °C                       | −3,5             | −4,28            | −1,71            | 2,53             | 6,55             | 10,65            | 15,41            | 17,02            | 12,52            | 7,97             | 3,78             | −0,55            |                  |
| Середній мінімум, °C                          | −7,99            | −8,77            | −6,22            | −1,97            | 2,05             | 6,15             | 12,21            | 13,81            | 9,34             | 4,80             | 0,60             | −3,74            |                  |
| Норма опадів, мм                              | 126              | 103              | 107              | 103              | 90               | 96               | 97               | 86               | 124              | 128              | 116              | 127              |                  |
| Середньомісячна швидкість вітру, м/с          | 8.21             | 7.53             | 7.11             | 6.50             | 5.80             | 5.40             | 5.20             | 5.29             | 5.90             | 6.71             | 7.37             | 8.05             |                  |
| Середньомісячна сонячна радіація, кДж/м²·день | 4034             | 6867             | 10639            | 14066            | 17022            | 19078            | 19179            | 16155            | 12096            | 7226             | 4205             | 3158             |                  |
| --------------------------------------------- | ---------------- | ---------------- | ---------------- | ---------------- | ---------------- | ---------------- | ---------------- | ---------------- | ---------------- | ---------------- | ---------------- | ---------------- | ---------------- |
| Джерело:                                      |                  |                  |                  |                  |                  |                  |                  |                  |                  |                  |                  |                  |                  |